# Täckodling
Med täckodling menas en odlingsform där man eftersträvar att hålla jorden täckt, ofta med organiskt material. Man använder då gräsklipp, halm, hö och ibland även tidningar, papp, plast och andra material.
Fördelen med täckodling är att man slipper rensa ogräs och att marken hålls fuktig under täcket. Om man använder material som gräs och hö ger täcket också näring till växterna.